# Embleton (Durham)
Embleton – osada w Anglii, w hrabstwie Durham. Leży 19 km na południowy wschód od miasta Durham i 360 km na północ od Londynu.